# Melissa Roxburgh

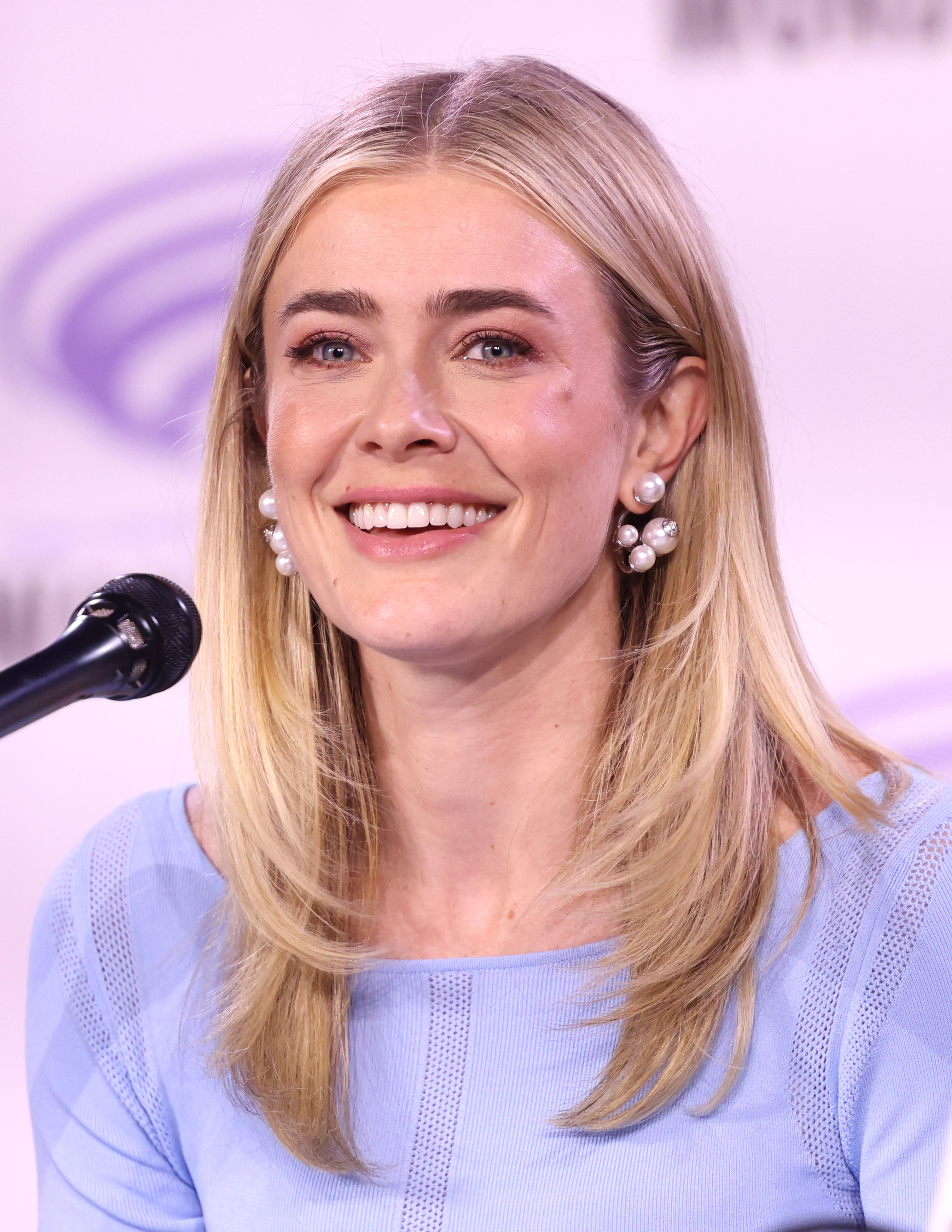
Melissa Roxburgh, 2025

Melissa Roxburgh (* 10. Dezember 1992 in Vancouver) ist eine kanadisch-US-amerikanische Schauspielerin.

## Leben und Wirken
Roxburgh wurde als zweites von vier Kindern in Vancouver geboren, wo sie auch aufwuchs. Ihre Eltern sind die britische Tennisspielerin Shelley Walpole und ein Pfarrer aus Chicago. Aufgrund der Herkunft ihres Vaters hat sie die doppelte Staatsbürgerschaft. Ihr Schauspieldebüt feierte sie 2011 in der Literaturverfilmung Gregs Tagebuch 2 – Gibt’s Probleme? in der Rolle Rachel Lewis, im Jahr 2013 war sie im dritten Teil von Gregs Tagebuch in der Rolle der Heather Hills erneut zu sehen. 2016 spielte sie in Star Trek Beyond mit, bevor sie 2017 für eine Hauptrolle in der nach einer Staffel abgesetzten Kriegsserie Valor gecastet wurde. Von 2018 bis 2023 war sie, ebenfalls in einer Hauptrolle, in der Mysteryserie Manifest zu sehen. Roxburgh absolvierte parallel zu ihrer Tätigkeit als Schauspielerin ein Studium der Kommunikationswissenschaften an der Simon Fraser University in Burnaby.
2018 begann sie eine Beziehung mit ihrem Kollegen J. R. Ramirez, den sie am Set der Fernsehserie Manifest kennengelernt hatte. Die beiden trennten sich 2021 kurzzeitig, um 2022 wieder zusammenzukommen.

## Filmografie (Auswahl)
- 2011: Gregs Tagebuch 2 – Gibt’s Probleme? (Diary of a Wimpy Kid: Rodrick Rules)
- 2012: Big Time Movie
- 2012/2013: Arrow (Fernsehserie, zwei Folgen)
- 2012/2014: Supernatural (Fernsehserie, zwei Folgen)
- 2013: Gregs Tagebuch 3 – Ich war’s nicht! (Diary of a Wimpy Kid: Dog Days)
- 2014: The Tomorrow People (Fernsehserie, Folge 1x16 Die Stunde der Helden)
- 2014: Leprechaun: Origins
- 2015: The Marine 4: Moving Target
- 2016: Lost Solace
- 2016: Legends of Tomorrow (Fernsehserie, Folge 1x08 Harmony Falls)
- 2016: Star Trek Beyond
- 2017: Travelers – Die Reisenden (Fernsehserie, Folge 2x07 17 Minuten)
- 2017–2018: Valor (Fernsehserie, 13 Folgen)
- 2018: In God I Trust
- 2018–2023: Manifest (Fernsehserie, 62 Folgen)
- 2020: I Still Believe
- 2023: Mindcage
- 2023: Quantum Leap (Fernsehserie, Folge 2x01)
- 2024: Tracker (Fernsehserie, Folge 1x11)
- 2025: The Hunting Party (Fernsehserie)